# Hugues Duffau
Hugues Duffau, né le 8 août 1966 à Montauban, est un médecin, neurochirurgien, professeur des universités – praticien hospitalier français. Il est connu pour ses opérations à cerveau ouvert avec phase de conscience des patients et spécialiste de plasticité cérébrale.

## Biographie
En octobre 1992, Hugues Duffau obtient un master en neurosciences de l'université Paris VI. En juin 1995, il obtient son diplôme de médecine, puis son diplôme de neurochirurgien en octobre 1995. Il est ensuite assistant à la neurochirurgie de Pitié-Salpêtrière, où il devient chef de clinique en 1999. Hugues Duffau obtient son doctorat de neurosciences en 2000 à l'université Paris VI, puis une habilitation universitaire en 2006. Il est nommé professeur de neurochirurgie en 2006, et dirige le département de chirurgie du CHU de Montpellier depuis 2007.
Hugues Duffau s'est formé aux techniques d'opération à cerveau ouvert avec le professeur George Ojemann (en) à Seattle, et décide de ne plus utiliser l'anesthésie générale pour la chirurgie cérébrale, mais uniquement l'anesthésie du cuir chevelu, une méthode alors abandonnée depuis plus de 50 ans. La communauté scientifique l'accuse de méthodes sensationnalistes, mais Hugues Duffau affiche une réelle volonté d'intervenir dans les zones réputées intouchables du cerveau. Il procède à la première opération de la sorte à la Pitié-Salpêtrière en 1996,.
Il se dit directement inspiré des travaux de cartographie du cerveau humain réalisé par son maître le Canadien Wilder Penfield.
En 2014, Hugues Duffau parviendra à prouver que l'aire de Broca n'est pas celle qui contrôle le langage. Il a alors pratiqué sa méthode chirurgicale sur 500 personnes atteintes d'un cancer cérébral et en compte 90% toujours en vie depuis. Il a aussi formé 250 équipes de neurochirurgie de tous les pays et sa méthode est devenue une norme à l'échelle européenne.

## Autres fonctions
- Directeur du département « Plasticité du système nerveux central, des cellules souches et des tumeurs gliales » à l’unité 1051 de l'INSERM, de l’Institut des neurosciences de Montpellier[4]
- Membre du Conseil national des universités
- Membre de l'Académie nationale de chirurgie
- Membre de comités de lecture de diverses revues scientifiques

## Travaux
Hugues Duffau est connu pour mener des opérations chirurgicales à cerveau ouvert avec une phase de conscience des patients, destinées au retrait des tumeurs cérébrales avec le moins de séquelles possibles. Le but est de pouvoir parler avec le patient au cours de l'opération afin de déterminer quelles seraient les conséquences éventuelles de l’intervention dans une zone précise du cerveau,.
Dans une étude publiée en 2014 dans la revue Brain, Hugues Duffau montre que « l'aire de Broca n'est pas l'aire de la parole ». Il avance également que chaque cerveau est unique au niveau de la localisation des capacités intellectuelles, qu'aucun des deux hémisphères n'a une fonction spécifique et que le langage n'est situé ni dans un hémisphère ni même dans un endroit précis du cerveau. « Nous avons tous un cerveau différent, et la géographie fonctionnelle de chaque cerveau se modifie aussi avec le temps [...]. Contrairement à ce qui nous a été enseigné, telle zone du cerveau ne correspond donc pas à telle fonction : tout fonctionne en réseaux neuronaux, grâce à des fibres de substance blanche, autrement dit des "câbles". Si ces câbles s'avèrent similaires d'un individu à l'autre, leurs terminaisons sont en revanche très variables », c'est pourquoi il réalise une "cartographie" de chaque cerveau à opérer, technique qui lui permet d'intervenir dans des zones généralement considérées intouchables. « J'ai, par exemple, enlevé la région de Broca, réputée comme étant celle du langage, chez plus de 100 patients sans qu'ils en subissent de séquelles ».
Pour illustrer la précision de ses interventions, Hugues Duffau évoque le cas d'une patiente russe parlant 5 langues. Il lui fut annoncé qu'elle ne pourrait pas garder la maîtrise des 5 langues après l'intervention chirurgicale et, lorsqu'on lui demanda lesquelles devaient faire l'objet de l'ablation, elle choisit l'espagnol et l'italien ; l'opération lui fit perdre l'usage de l'espagnol et de l'italien, mais elle conserva effectivement celui des autres langues.

## Prix et distinctions
- Prix du jeune neurochirurgien par la Société des fédérations mondiales de neurologie (en) (20 novembre 2001)[9]
- Victoire de la médecine (2009[10],[11], 2010[12])
- Médaille Herbert Olivecrona (en), décernée par l'institut Karolinska, de Stockholm (2010)[13],[7] (équivalente à un « Nobel en neurochirurgie »)[14]
- Grand Prix de Cancérologie Chirurgicale de l'Académie nationale de chirurgie (2011 [15] décerné le 01/02/2012[16],[17])
- Docteur Honoris Causa de l'Université KU Leuven de Louvain (2013)[18]
- Docteur Honoris Causa de l'Université de Messine (2013)[19],[20]
- Lecteur Van Wagenen de l'Association américaine de chirurgie neurologique (en) (2013)
- Docteur Honoris Causa de l'Université ibéro-américaine (2013)
- Docteur Honoris Causa de l'université de Liège (2023)[21].

## Publications

### Ouvrages
Liste non exhaustive
- (en) Laurent Capelle (en collaboration), New therapeutic strategies in low-grade gliomas : who grade 2 gliomas, New York, Nova Biomedical Books, 2007 (OCLC 64067527)
- (en) New insights into functional mapping in cerebral tumor surgery, New York, Nova Science Publishers, 2009 (OCLC 429917216)
- (en) Brain mapping from neural basis of cognition to surgical applications, New York, Springer, 2012 (OCLC 761310561)
- (en) Diffuse low-grade gliomas in adults natural history, interaction with the brain, and new individualized therapeutic strategies, London, Springer, 2013 (OCLC 831414758). (en) Deuxième édition, 2017 (OCLC 1023084812)
- L'erreur de Broca. Exploration d'un cerveau éveillé, en collaboration avec Christophe Duchatelet, Michel Lafon, 2016  (ISBN 978-2749926100)

### Autres publications
Liste non exhaustive
- (en) Hugues Duffau, « The Necessity of Preserving Brain Functions in Glioma Surgery: The Crucial Role of Intraoperative Awake Mapping », World Neurosurgery, vol. 76, no 6,‎ décembre 2011, p. 525–527 (DOI 10.1016/j.wneu.2011.07.040)
- (en) Hugues Duffau, « The huge plastic potential of adult brain and the role of connectomics: New insights provided by serial mappings in glioma surgery », Cortex, vol. 58,‎ septembre 2014, p. 325–337 (DOI 10.1016/j.cortex.2013.08.005)
- (en) Matthew C. Tate, Guillaume Herbet, Sylvie Moritz-Gasser, Joseph E. Tate et Hugues Duffau, « Probabilistic map of critical functional regions of the human cerebral cortex: Broca’s area revisited », Brain, Oxford University Press, vol. 137, no 10,‎ octobre 2014, p. 2773-2782 (DOI 10.1093/brain/awu168)
- (en) Hugues Duffau, « The Conceptual Limitation to Relying on Intraoperative Magnetic Resonance Imaging in Glioma Surgery », World Neurosurgery, vol. 82, no 5,‎ novembre 2014, p. 601–603 (DOI 10.1016/j.wneu.2014.03.024)
- (en) Matthew C. Tate, Guillaume Herbet, Sylvie Moritz-Gasser, Joseph E. Tate et Hugues Duffau, « Reply: Probabilistic map of language regions: challenge and implication. », Brain, Oxford University Press, vol. 138, no 3,‎ mars 2015, e338 (DOI 10.1093/brain/awu253)
- (en) G. Herbet, J. G. Latorre et H. Duffau, « The role of cerebral disconnection in cognitive recovery after brain damage », Neurology, vol. 84, no 14,‎ 6 mars 2015, p. 1390–1391 (DOI 10.1212/WNL.0000000000001453)
- (en) H. Duffau, « Awake mapping of the brain connectome in glioma surgery: Concept is stronger than technology », European Journal of Surgical Oncology (EJSO), vol. 41, no 9,‎ septembre 2015, p. 1261–1263 (DOI 10.1016/j.ejso.2015.05.009)